# Фитцджеймс, Франсуа
Герцог Франсуа́ де Фитцдже́ймс (фр. François de Fitz-James; 19 января 1709 года, Сен-Жермен-ан-Ле — 19 июля 1764 года, Суассон) — внук Якова II, один из сыновей герцога Бервика, французский прелат и богослов, епископ в Суассоне. В 1744 году уговорил Людовика XV расстаться с мадам Шатору, но потом за это подвергся изгнанию в свою епархию.

## Труды
- «Instruction pastorale contre le livre du P. Berruyer»;
- «Oeuvres Posthumes» (1769).